# 崖城镇 (礼县)
崖城镇，是中华人民共和国甘肃省陇南市礼县下辖的一个乡镇级行政单位。
2016年，甘肃省民政厅批复同意撤销崖城乡，设立崖城镇。

## 行政区划
崖城镇下辖以下地区：
木树村、干柴村、草坡村、父坪村、崔山村、沟门村、中条村、卢家村、街道村、何家村、山根村、山庄村、马河村、张河村、高咀村、小舌村、肖河村、三台村、苟山村和李坪村。